# Krananda oliveomarginata
Krananda oliveomarginata là một loài bướm đêm trong họ Geometridae.